# Costifrons obesus
Costifrons obesus là một loài tò vò trong họ Ichneumonidae.